# A Flowering Tree
A Flowering Tree is een opera in twee bedrijven van John Coolidge Adams met een libretto van Adams en Peter Sellars, in opdracht van het New Crowned Hope Festival in Wenen, het San Francisco Symphony Orchestra, het Barbican Centre in Londen, het Lincoln Center for the Performing Arts in New York, en de Berliner Philharmoniker. De première vond plaats op 14 november 2006 in Wenen met Eric Owens als de verteller, Russell Thomas als de prins, en Jessica Rivera als Kumudha. Sindsdien zijn er uitvoeringen geweest in Berlijn, San Francisco, Londen en Amsterdam. Het is gebaseerd op een oud Indiaas volksverhaal met dezelfde titel, vertaald door Attipat Krishnaswami Ramanujan. Het staat nog op het programma om uitgevoerd te worden in Amsterdam in mei 2008, en in 2009 in het Lincoln Center in New York.
De opera vertoont enige gelijkenis met Mozarts Die Zauberflöte; beide opera’s zijn gebaseerd op volksverhalen "over een jong paar dat rituelen ondergaat en uitdagingen om de transfiguratiekracht van de liefde te ontdekken." Het werk is gecomponeerd voor een kleine bezetting van drie zangers, (bariton voor de verteller, tenor voor de prins, en lyrische sopraan voor Kumudha), een groot koor (SATB), en drie dansers. De partituur geeft de volgende bezetting: piccolo, 2 dwarsfluiten, sopraanblokfluit, altblokfluit, 2 hobo’s met toegevoegde Engelse hoorn, 2 klarinetten, basklarinet, 2 fagotten met toegevoegde contrafagot, 2 trompetten, 4 hoorns, trombone, pauken, 2 percussie, harp, celesta en strijkers.
A Flowering Tree is gebaseerd op een volksverhaal in het Kannada, de taal van de Zuid-Indiase staat Karnataka, vertaald door A.K.Ramanujan.

## Synopsis

### Eerste bedrijf
Kumudha, een arme jonge vrouw heeft een bijzondere gave: ze kan zichzelf in een bloeiende boom veranderen. Haar zuster helpt haar de ceremonie te verrichten om dit te bewerkstelligen, zodat ze hun oude moeder kunnen helpen in de strijd om het bestaan door het verkopen van de bloemen die van de boom komen, op de markt bij het paleis. Ze besluiten echter de gave van Kumudha geheim te houden.
Een jonge prins ontdekt hun geheim wanneer hij de zusters volgt, geïntrigeerd door de schoonheid van Kumudha, en vervolgens zo de metamorfose bijwoont. Gefascineerd laat hij Kumudha op het paleis van zijn vader ontbieden. De oude moeder, die dit bevel ontvangt, slaat haar dochters eerst, wanneer zij vermoedt dat het geld dat zij van hen ontvangt, door hen in ruil voor seksuele gunsten verkregen is, en dat hierin de oorzaak van het bevel gelegen is. Als zij de waarheid verneemt heeft zij berouw.
De prins, die met Kumudha wil trouwen, krijgt zijn zin. Het huwelijk verloopt aanvankelijk niet zoals gewenst, omdat de prins zich in stilzwijgen hult en niet wil toegeven wat hij eigenlijk van Kumudha wil, namelijk dat zij zich ook voor hem in een boom verandert. Uiteindelijk spreekt hij zich uit en na eerst te hebben geweigerd geeft zij hem ten slotte zijn zin, waarna zij hun nachten vol passie doorbrengen op een bed van bloesems.

### Tweede bedrijf
De zuster van de prins, jaloers op Kumudha’s schoonheid, geeft toe aan haar nieuwsgierigheid en verbergt zich in de slaapkamer van haar broer en diens bruid, en is zo toeschouwer van het ritueel. Wanneer de prins daarna op jacht gaat, eist zijn zuster van Kumudha dat zij haar "truc", zoals zij het noemt, ten overstaan van al haar vrienden uitvoert. Wanneer haar schoonzuster ten slotte toegeeft laten de vrienden haar daarna achter zonder het ritueel af te sluiten, zodat zij, nog niet teruggekeerd tot haar menselijke gedaante, alleen achterblijft en een regenstorm moet trotseren. Als gevolg daarvan verandert ze slechts gedeeltelijk, in een monster zonder armen en benen, half mens en half boom.
Kumudha vlucht, en wordt dan ontdekt door een groep muzikanten, die haar meenemen op hun tochten langs allerlei steden, waar ze haar als bezienswaardigheid tentoonstellen.
Als de prins in het paleis terugkeert ontdekt hij dat zijn bruid verdwenen is. Hij is ontroostbaar en zwerft doelloos door het land, verliest alle belangstelling voor zijn oude leven en verandert al snel in een bedelaar die zonder bestemming van stad naar stad zwerft.
Jaren later komt de prins aan in een stad waar zijn zuster, inmiddels getrouwd met een prins uit die stad, nu koningin is geworden. Wanneer zij hem tegenkomt herkent zij hem, ondanks zijn haveloze uiterlijk, en neemt hem mee om hem liefdevol te verzorgen in haar paleis. Evenals eerder bij Kumudha hult de prins zich echter in stilzwijgen, en spreekt geen woord.
Als de hofdames van de koningin bij een troep reizende muzikanten een vreemd monsterlijk wezen ontdekken, en dat wezen prachtig horen zingen, besluiten zij het mee te nemen naar het paleis, om te proberen de prins met haar zang uit zijn apathische houding te verlossen.
Wanneer zij alleen zijn, herkennen de prins en Kumudha elkaar. De prins verzorgt haar liefdevol tot zij weer de vorm heeft van een volmaakte boom, en voert vervolgens de ceremonie uit: Kumudha verandert weer in haar oorspronkelijke menselijke gedaante. De opera eindigt in een luide klank van harmonie.